# Barbastella
Barbastella là một chi động vật có vú trong họ Dơi muỗi, bộ Dơi. Chi này được Gray miêu tả năm 1821. Loài điển hình của chi này là Vespertilio barbastellus Schreber, 1774.

## Hình ảnh

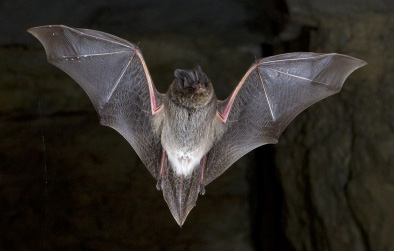
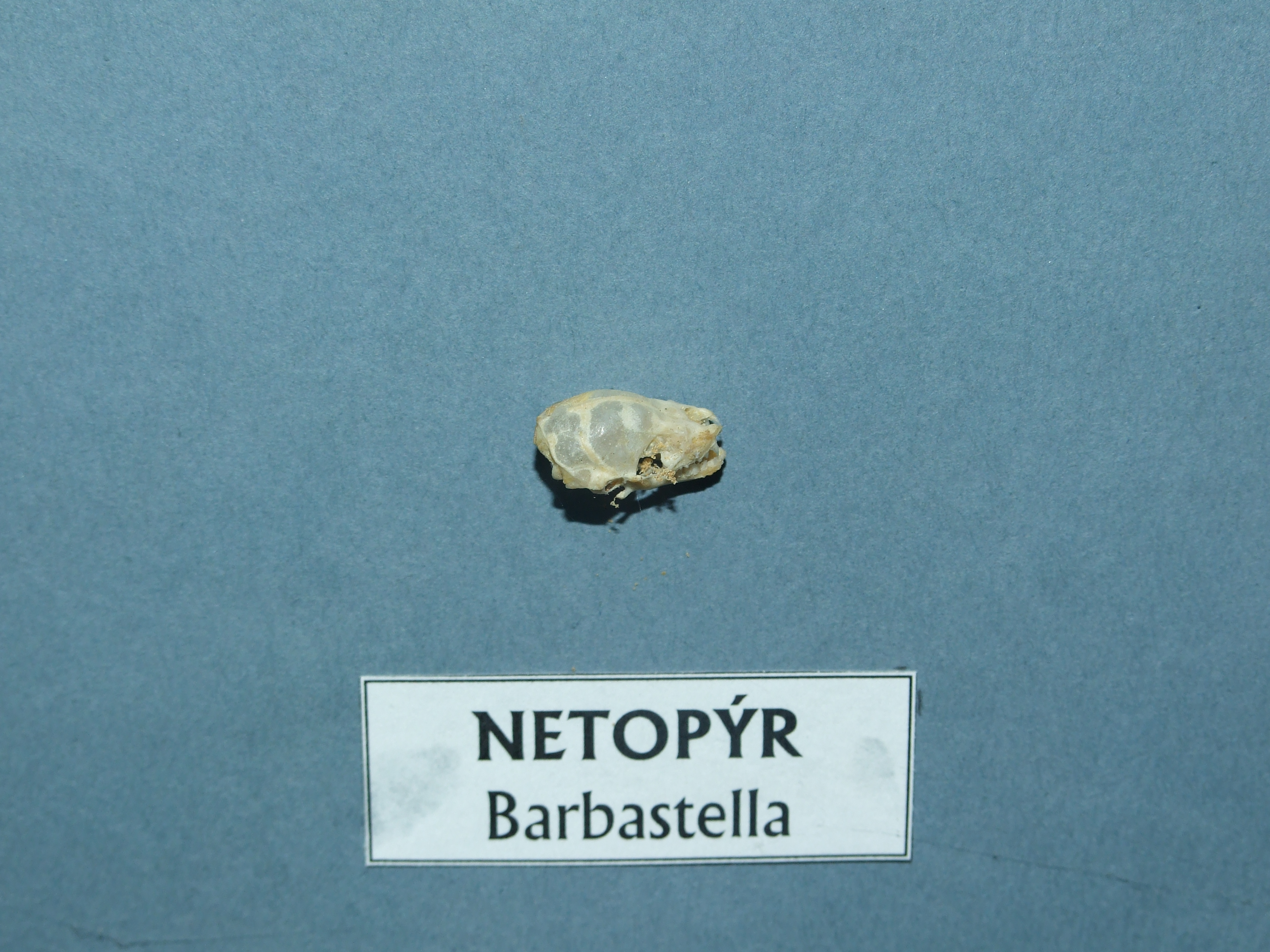

## Các loài
Chi này gồm các loài: